# 普雷多萨
普雷多萨（義大利語：Predosa），是意大利亚历山德里亚省的一个市镇。总面积32.92平方公里，人口2107人，人口密度64.0人/平方公里（2009年）。ISTAT代码为006140。